# Heinkel He 42
L'Heinkel He 42, già Heinkel HD 42, era un idroaddestratore biplano sviluppato dall'azienda aeronautica tedesca Ernst Heinkel Flugzeugwerke nei tardi anni venti.
Originariamente progettato per la Deutsche Verkehrsfliegerschule (DVS), al quale venne consegnato il primo esemplare, venne in seguito fornito ai reparti da addestramento della Luftwaffe, dove venne utilizzato nella formazione dei piloti di idrovolante dai primi anni trenta fino al termine della Seconda guerra mondiale. Prestò inoltre servizio anche in Svezia e nel Regno di Bulgaria.

## Storia del progetto
Nel 1929 la Heinkel Flugzeugwerke avviò lo sviluppo di un nuovo idrovolante atto a rispondere alle esigenze della DVS, organizzazione che dietro all'apparenza di semplice scuola di volo civile ne nascondeva la sua funzione paramilitare atta a formare gli equipaggi che sarebbero andati, in tempi brevi, a costituire la Luftwaffe, la rifondata aeronautica militare tedesca. Il modello, che venne indicato dall'azienda come HD 42, conservava l'impostazione, per l'epoca convenzionale, di un precedente modello di successo che servì da base di sviluppo, l'Heinkel HD 24, un monomotore in configurazione traente, biposto ad abitacoli aperti, velatura biplana e struttura di galleggiamento basato su una coppia di "scarponi".
Il prototipo, indicato come HD 42a (Wnr. 333), equipaggiato con un motore aeronautico BMW Va portato in volo per la prima volta quello stesso anno, rivelò possedere le già buone caratteristiche del precedente modello riuscendo anche a suscitare interesse sul mercato estero, che si concretizzò in un contratto di fornitura per la Svenska marinen, la marina militare svedese, e positivi commenti da parte del famoso pilota Gunther Plüschow, il primo ad oltrepassare in volo le montagne della Patagonia cilena ed argentina nella Terra del Fuoco).
I primi dieci esemplari di preproduzione furono equipaggiati con un motore Junkers L5G seguiti, nel 1932, da una nuova versione, la He 42C, sigla che rispondeva alle nuove convenzioni indicate dal Reichsluftfahrtministerium (RLM) con il prefisso He (indicativo di Heinkel) invece dell'HD. La produzione in serie iniziò con la versione He 42D, realizzata in 14 esemplari, tutti destinati alla Luftwaffe, che all'epoca era illegale. Un ulteriore lotto di 189 unità della nuova versione He 42E venne evaso nel 1934, esemplari utilizzati da varie scuole di volo fino al termine della Seconda guerra mondiale.

## Tecnica
L'He (HD) 42 era un modello di impostazione classica per l'epoca, un idro a scarponi realizzato in tecnica mista, monomotore e configurazione alare biplana.
La fusoliera, realizzata con una struttura in tubi d'acciaio saldati, era a sezione rettangolare, ricoperta da tela trattata tranne che nella parte anteriore, raccordata superiormente con una sezione arrotondata ed integrava i due abitacoli aperti posizionati in tandem, dotati di doppi comandi e destinati l'anteriore all'allievo pilota ed il posteriore all'istruttore. Posteriormente terminava in un classico impennaggio monoderiva.

## Versioni
HD 42
prototipo, realizzato in un solo esemplare.
He 42C
prototipo, realizzato in un solo esemplare.
He 42D
prima versione di serie prodotta in 14 esemplari.
He 42E
seconda versione di serie prodotta in 189 esemplari.

## Utilizzatori

### Governativi
Germania
 Germania
- Deutsche Verkehrsfliegerschule

### Militari
Bulgaria
- Vazhdushnite na Negovo Velichestvo Voiski

 Germania
- Luftwaffe

 Romania
- Forțele Aeriene Regale ale României

operò con 3 esemplari.
 Svezia
- Svenska marinen